# Hẻm núi sông Columbia

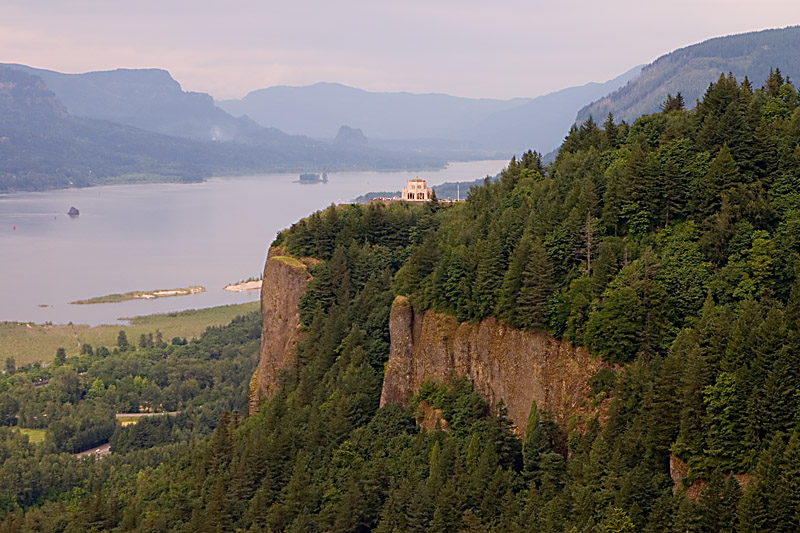
Hẻm núi Sông Columbia gần Crown Point, Oregon, được nhìn từ Điểm ngắm cảnh Diễn đàn Phụ nữ Portland (Mũi Chanticleer) lên thượng nguồn vào trong hẻm núi. Ngang mặt xa xa là Vista House (Nhà ngắm cảnh)

Hẻm núi Sông Columbia là một thung lũng sâu của Sông Columbia trong vùng Tây Bắc Thái Bình Dương của Hoa Kỳ. Sâu đến 4.000 ft (1.300 m), hẻm núi này chạy dài trên 80 dặm (130 km) khi con sông uốn lượn về phía tây băng qua Dãy núi Cascade hình thành ranh giới giữa tiểu bang Washington bên phía bắc và tiểu bang Oregon bên phía nam. Khu vực trồng nho của Mỹ thuộc Hẻm núi Sông Columbia nằm trong cả hai tiểu bang.
Hẻm núi là thủy lộ duy nhất giữa Cao nguyên Sông Columbia và Thái Bình Dương. Kéo dài gần như từ nơi giáp nhau của Sông Columbia và Sông Deschutes xuống đến rìa phía đông của Vùng đô thị Portland, hẻm núi tạo thành một thủy lộ duy nhất xuyên qua Dãy núi Cascade. Lưu thông đường thủy rất dễ dàng từ khi Đập Bonneville và Đập The Dalles được xây dựng và nhấn chìm các ghềnh thác chính của hẻm núi phía dưới. Năm 1805, thủy lộ này đã được Đoàn thám hiểm của Lewis và Clark dùng để đến Thái Bình Dương.
Hẻm núi ngày nay được chính phủ liên bang bảo vệ như một Khu vực ngắm cảnh Quốc gia và là nơi đến viếng thăm vui chơi được ưa chuộng.

## Miêu tả và lịch sử

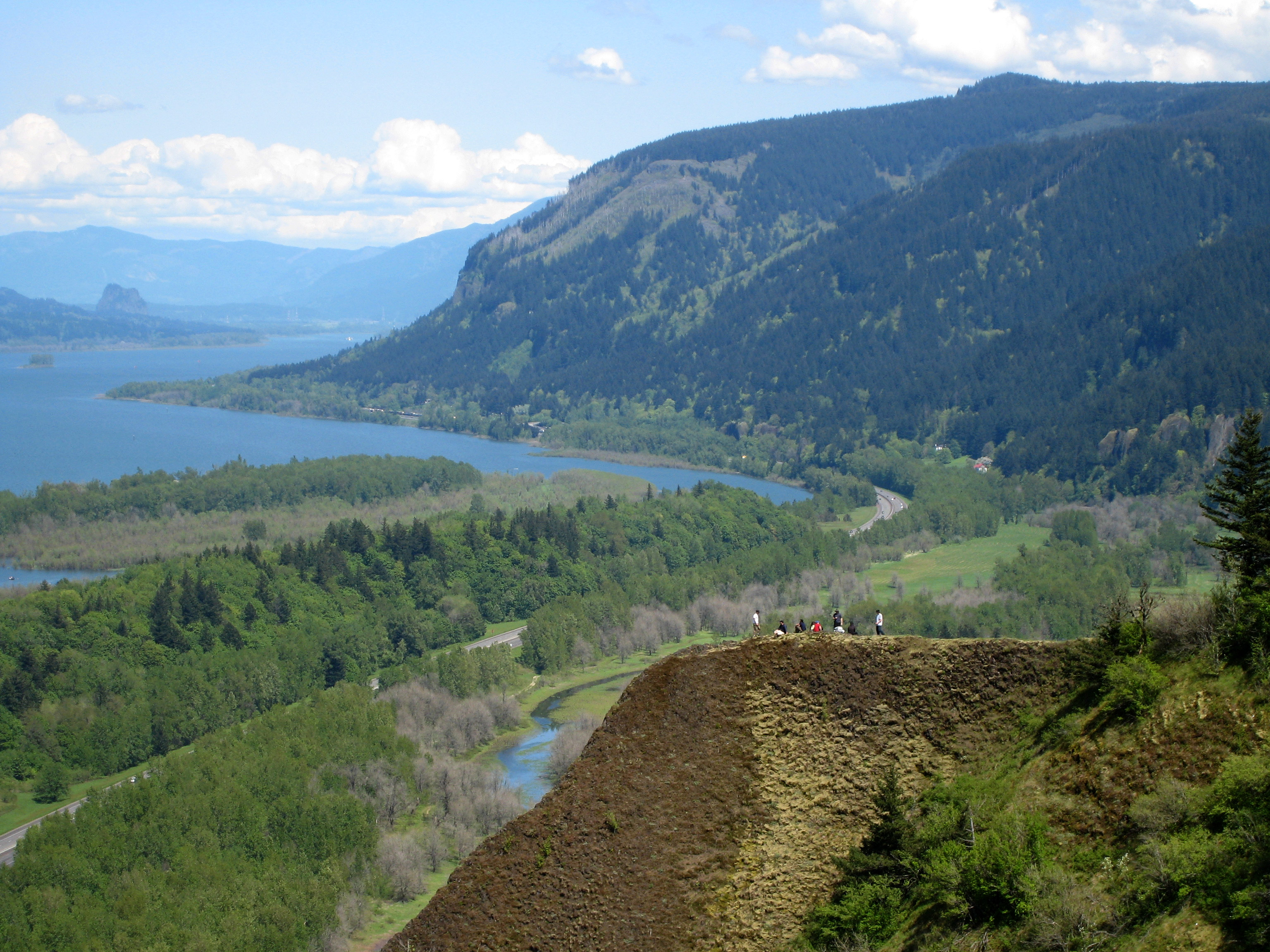
Nhìn từ Crown Point, Oregon

Qua nhiều niên đại, Sông Columbia đã xoáy mòn đá núi lửa của Dãy núi Cascade thành một vết đứt sâu, gần như sâu bằng mặt biển. Sự xoáy mòn cuối cùng xảy ra trong Các trận lụt Missoula trong Thời kỳ băng hà khoảng 13.000 năm trước đây. Sự kiện địa chất mới đây nhất là Vụ lở núi Bonneville trong thập niên 1700, một sự kiện được nhắc đến trong các câu truyện cổ tích địa phương của người bản thổ Mỹ như truyện "Chiếc cầu của các vị thần" (Bridge of the Gods).
Hẻm núi phía tây có nhiều loại tùng bách, phong lá to, cây dương, cây tần bì Oregon, và phong lá nho. Hẻm núi phía đông là nơi sinh sống của phong lá to và cây sồi Garry. Mức độ rộng lớn của độ cao và lượng mưa trong hẻm núi tạo nên một tập hợp đa dạng các hệ sinh thái từ rừng mưa ôn đới ở Hẻm núi Oneonta (có lượng mưa trung bình hàng năm là 75 inch [1.900 mm]) đến đồng cỏ Celilo (có lượng mưa trung bình hàng năm là 12 inch [300 mm]). Một số lớn đa dạng các loại hoa dại bản thổ sinh sôi nảy nở khắp hẻm núi.
Hẻm núi này đã giúp con người sinh sống tại đây trên 13.000 năm. Bằng chứng tồn tại của người Folsom và Marmes là những người đã băng qua Cầu đất liền Bering từ châu Á đã được tìm thấy trong những lần khai quật khảo cổ. Các cuộc khai quật gần Thác Celilo cách The Dalles vài dặm về phía đông đã chứng minh rằng con người đã chiếm khu vực đánh cá hồi lý tưởng này khoảng 10.000 năm.
Ngoài vẻ đẹp tự nhiên, hẻm núi này cũng cung cấp một hành lang giao thông cực kỳ quan trọng. Người bản thổ đã có thể du hành qua Hẻm núi để trao đổi mua bán tại Thác Celilo, cả trên sông và trên Đèo Lolo bên phía bắc của Núi Hood; người Mỹ theo sau các con đường tương tự khi đến định cư trong vùng này và sau đó thành lập đường tàu thủy chạy bằng hơi nước và đường xe lửa qua hẻm núi. Xa lộ Sông Columbia được xây vào đầu thế kỷ 20 là xa lộ trải nhựa chính đầu tiên trong vùng Tây Bắc Thái Bình Dương và vẫn còn nổi tiếng vì phong cảnh đẹp của nó.

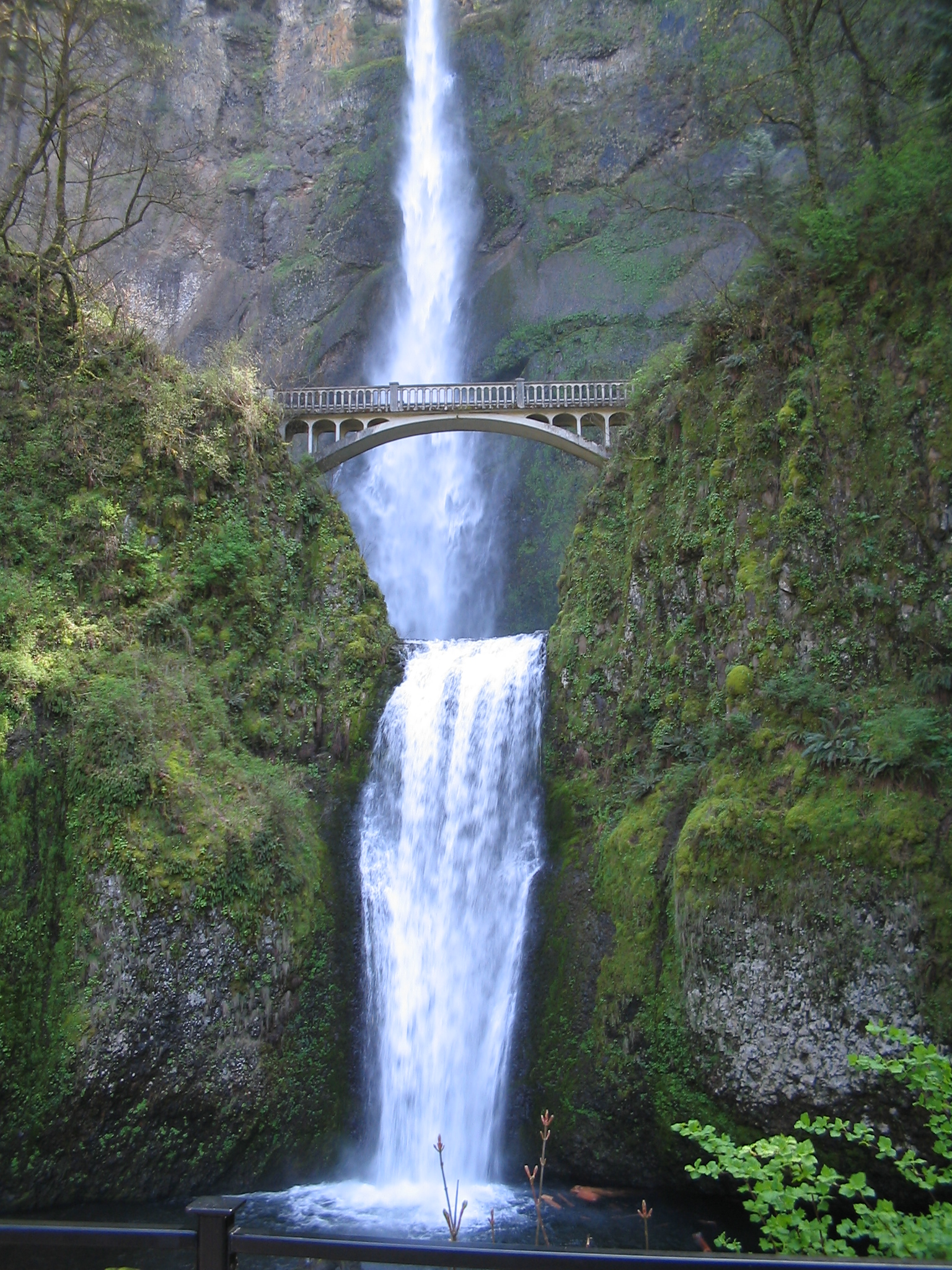
Thác Multnomah

Hẻm núi là một trong các chỗ vui chơi giải trí được ưa chuộng nhất trong vùng Tây Bắc Thái Bình Dương. Áp suất không khí giữa phía tây và phía đông khác nhau tạo nên hiệu ứng gió luồng trong vết đứt sâu của hẻm núi và sinh ra luồng gió có vận tốc 35 dặm một giờ (56 km/h) làm cho nơi đây thành một trong các nơi lướt ván bằng diều (kiteboarding) và lướt sóng bằng gió (windsurfing) nổi tiếng và tốt nhất trên thế giới.
Hẻm núi cũng là nơi tập trung rất nhiều thác nước trong Tây Bắc Thái Bình Dương với con số là trên 77 thác nước chỉ tính riêng phía bên tiểu bang Oregon. Nhiều thác nằm dọc theo Xa lộ Sông Columbia bao gồm Thác Multnomah nổi tiếng cao 620 ft (188 m) thường được cho là thác nước chảy quanh năm và cao hạng nhì tại Hoa Kỳ.
Tháng 11 năm 1986, Quốc hội Hoa Kỳ đã công nhận vẻ đẹp độc đáo của hẻm núi bằng việc biến nó thành Khu vực Ngắm cảnh Quốc gia đầu tiên của Hoa Kỳ (U.S. National Scenic Area).

## Hình ảnh

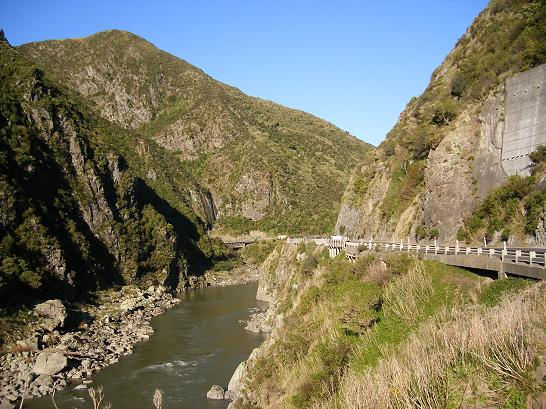
Hẻm núi Sông Columbia chụp từ Mũi Sừng (Cape Horn)
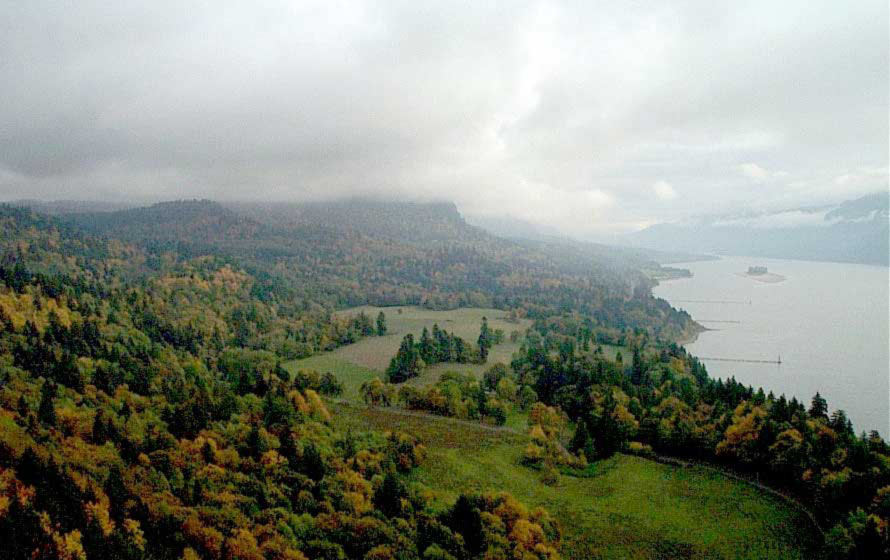
Hẻm núi Sông Columbia chụp từ bìa rừng phía nam của Rừng Quốc gia Gifford Pinchot
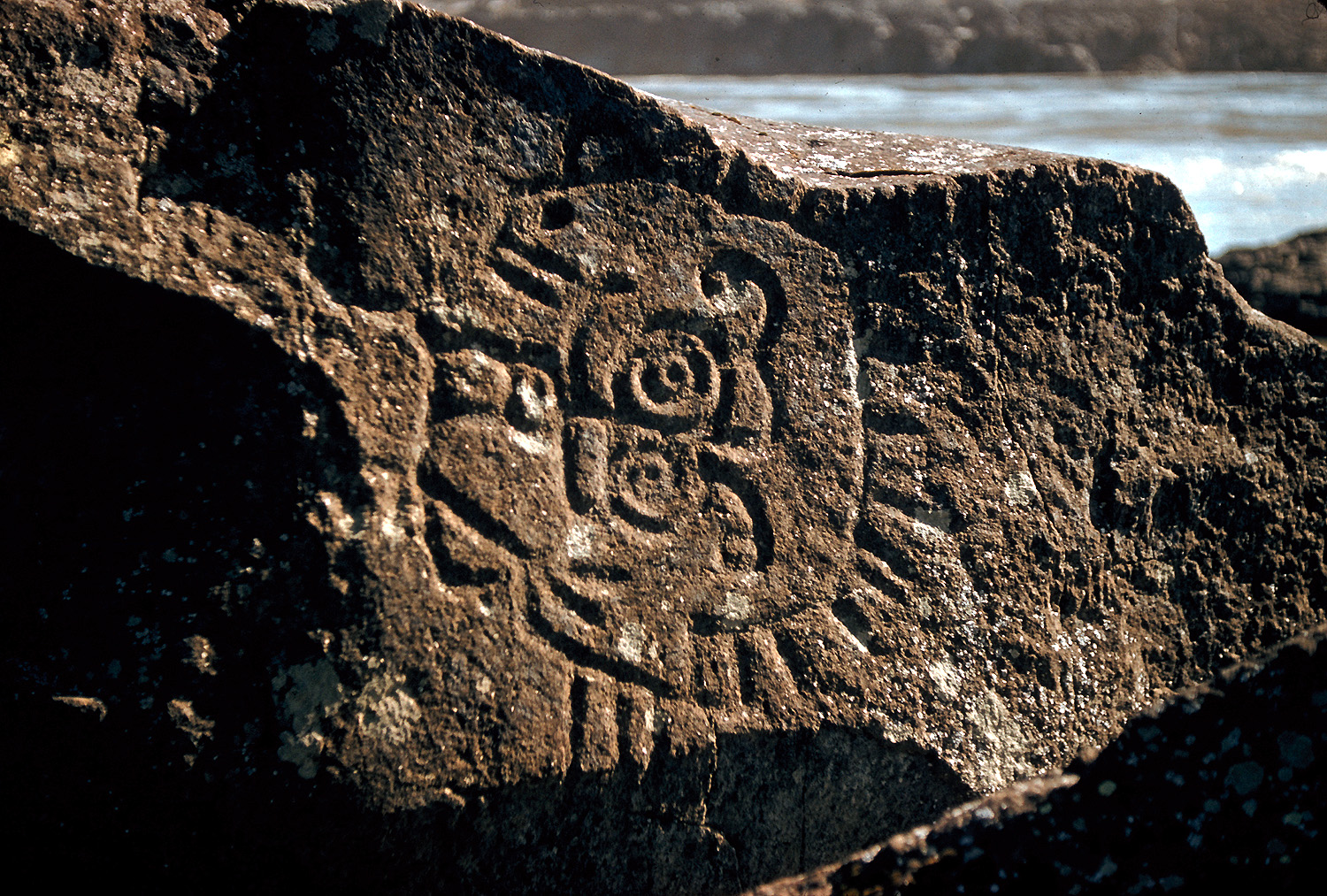
Nghệ thuật khắt đá của người bản thổ Mỹ trong Hẻm núi Sông Columbia gần Đập The Dalles
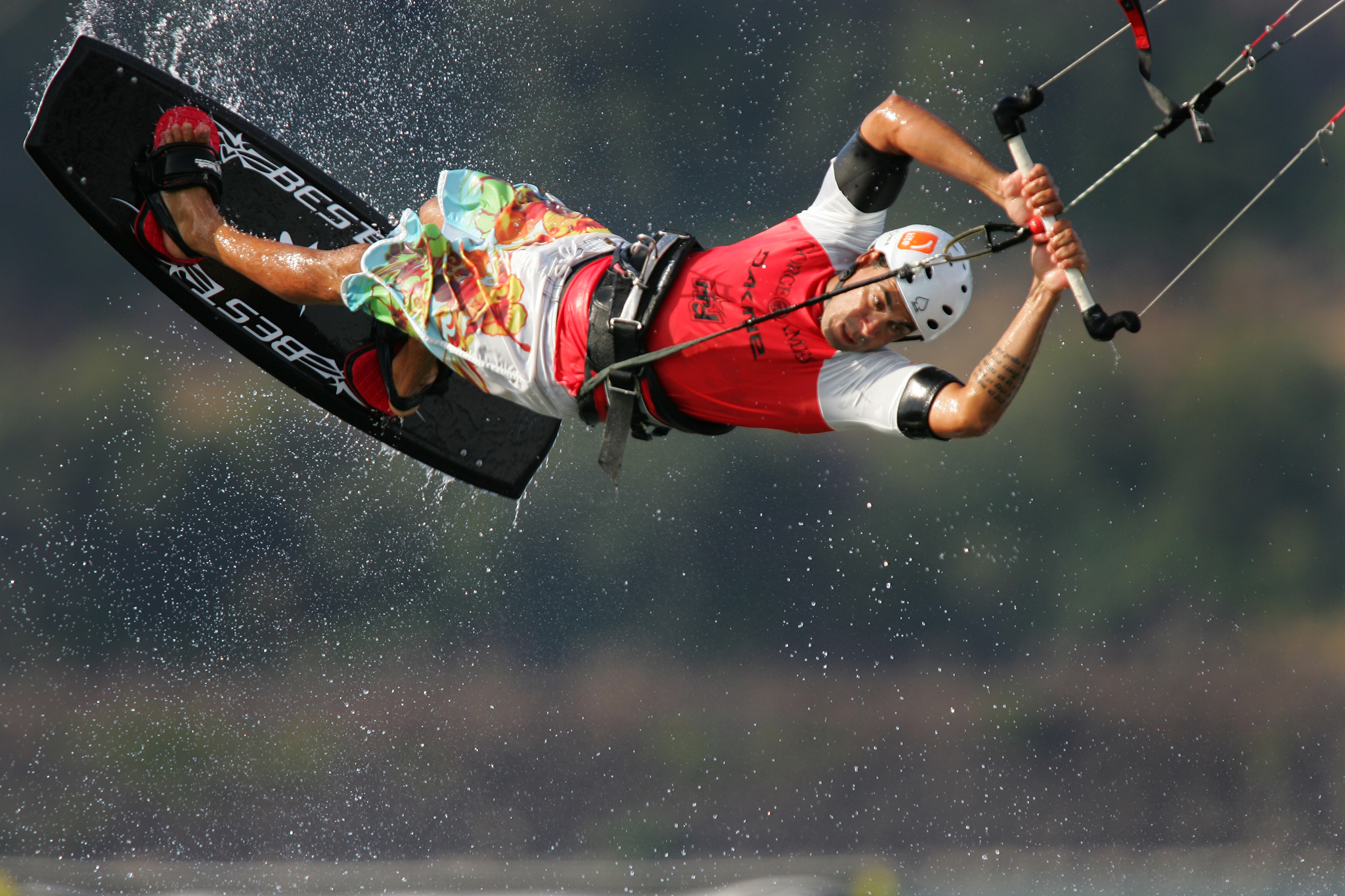
Lướt nước bằng diều trên Hẻm núi Sông Columbia